# Shimura Noboru
Shimura Noboru (sinh ngày 11 tháng 3 năm 1993) là một cầu thủ bóng đá người Nhật Bản.

## Sự nghiệp câu lạc bộ
Shimura Noboru hiện đang chơi cho FC Machida Zelvia.